# Dido Guerrieri
Giuseppe Guerrieri, detto Dido (Civitavecchia, 21 maggio 1931 – Sesto San Giovanni, 1º febbraio 2013), è stato un allenatore di pallacanestro e giornalista italiano, dal 2011 membro dell'Italia Basket Hall of Fame.

## Carriera
Dopo la maturità classica al "Giulio Cesare" di Roma e due anni di studi universitari in medicina, passò all'ISEF dove si laureò nel 1955. Iniziò la carriera di allenatore a Forlì nel 1959 dopo alcuni anni di insegnamento scolastico.
Fu poi alla guida di Rimini, Vigevano, vice di Cesare Rubini al Simmenthal Milano, istruttore federale e poi ancora in panchina con Alco Bologna, Mobilquattro Milano, Mobiam Udine, Auxilium Torino, Virtus Roma ed ancora Torino. Nel 1990 è stato nominato allenatore onorario. Vanta 311 vittorie su 599 pachine in carriera.
È stato attivo anche come giornalista sportivo, scrivendo a lungo per la rivista Superbasket.
È scomparso nel 2013 all'età di 81 anni.
Dopo la sua scomparsa, i tifosi della squadra di Torino, i Rude Boys, dedicarono a Dido Guerrieri il nome della loro curva.

## Palmarès
- Promozioni in Serie A1: 2

Aurora Desio: 1988-89
Auxilium Torino: 1989-90